# مشروع موسى
مشروع موسى (MOdulo Sperimentale Elettromeccanico أي الوحدة التجريبية الكهروميكانيكية) هو مشروع يهدف إلى حماية بحيرة ومدينة البندقية الإيطالية من الفيضانات، وتجنب تدهورها المورفولوجي الذي يسبب الغزو التدريجي للبحيرة عن طريق البحر وتراجع التربة.
يعد المشروع نظاما دفاعيا متكامل، يتألف من صفوف من الصمامات المتنقلة والمثبتة في مداخل جزيرة ليدو البندقية ومالاموكو وكيودجا للسماح بعزل بحيرة البندقية مؤقتًا عن البحر الأدرياتيكي خلال فترات المد والجزر العالية التي تتجاوز مستوى ثابت (110 سم) وتصل إلى مستوى أقصى 3 أمتار. وذلك جنبا إلى جنب مع التدابير الأخرى، مثل توحيد الخط الساحلي ورفع البلاط ورصيف الميناء وإعادة التأهيل البيئي للبحيرة.
يعتبر كونسورزيو فينيسيا نوفا المسؤولة عن العمل نيابة عن وزارة البنية التحتية والنقل - هيئة مياه البندقية. بدأ بناء المشروع في عام 2003 في جميع مداخل البحيرة الثلاثة، وبحلول عام 2013، أنجز أكثر من 85% منه. لكن فضيحة أكوا ألتا بالإضافة إلى تجاوزات التكاليف وفضائح الفساد أدت إلى تأخيرات متعددة أسفرت عن فقدان المشروع لموعد إنجازه عام 2018، ليصبح من المتوقع الانتهاء منه بالكامل في عام 2022.